# Oltář

Gotický křídlový oltář v kapli Čtrnácti svatých pomocníků v poutním kostele Maria Elend v rakouském městě Sankt Jakob im Rosental, Korutany

Oltář (hebrejsky מִזְבֵּחַ‎, mizbeach, řecky βῆμα, béma, latinsky ara nebo altaria, v křesťanském užití altare) je místo, na němž se v náboženství přináší dar jako oběť, obvykle bohu či božstvu.

## Oltář ve starověku
Velikosti starověkých oltářů bylo později dosahováno pouze zřídka (např. oltář o rozměrech 198×23 m v Syrakusách). Oltáře stávaly obvykle na otevřených místech, často byly určeny k zápalné oběti. Známý je oltář z Pergamu z 2. století př. n. l. ozdobený reliéfy o celkových rozměrech 36×34 m, který je nyní uložen v berlínském Pergamonmuseu.
Etruskové a Římané budovali oltáře pro svá osobní božstva. Těchto oltářů se zachovalo mnoho tisíc. Byly často ozdobeny nápisy. Na nich se přinášela buď zápalná oběť (např. kadidlo), nebo se na něj pokládal dar (např. se ulilo víno).

## Oltář v judaismu

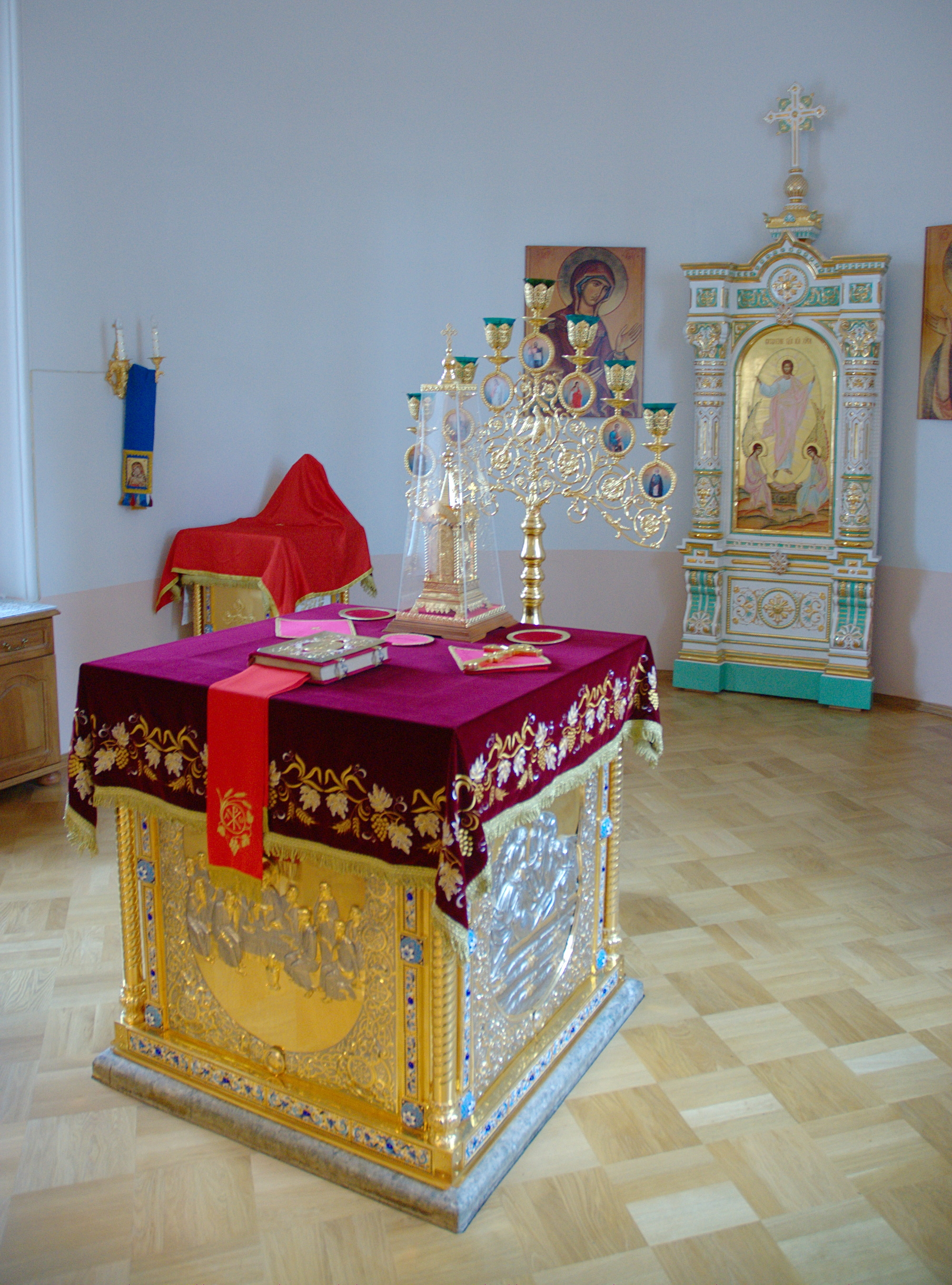
Svatý prestol (oltář) v pravoslavném katedrálním chrámu Valaamského monastýru v Rusku

V hebrejské bibli se objevují popisy oltářů, které byly obvykle vybudovány z hlíny nebo neotesaných kamenů. Oltáře byly vztyčovány na význačných místech. Poprvé se v Bibli objevuje oltář, který vystavěl Noe, dalšími postavami, které jej staví, jsou např. Abrahám, Izák, Jákob a Mojžíš. Samotné hebrejské slovo pro oltář (מִזְבֵּחַ,mizbeach) je odvozeno ze slovesného kořene „zajin-vejt-chet“ (זבח), jež může mít tyto významy: „zabíjet, obětovat“. Židovská tradice však vnímá jednotlivá písmena slova mizbeach jako akronym, v němž písmeno „mem“ (מ) je počátečním písmenem pro výraz mechila (מְחִילָה, odpuštění), písmeno „zajin“ (ז) je počátečním písmenem pro výraz zechut (זְכוּת, zásluha), písmeno „bejt“ (בּ) je počátečním písmenem výrazu beracha (בְּרָכָה, požehnání) a písmeno „chet“ (ח) je počátečním písmenem pro výraz chajim (חַיִּים, život).

### Oltář pro zápalné oběti
Ve stanu setkávání a později v chrámu byly umístěny dva oltáře. Prvním z nich byl oltář pro zápalné oběti, nazývaný také měděný oltář či stůl Páně. Ten se nacházel v nádvoří svatyně a je popsán v Ex 27, 1–8 (Kral, ČEP). Jeho půdorys byl čtvercový o délce stran 5 loktů a jeho výška měřila 3 lokty. Horní část byla ozdobena rohy. Oltář byl zhotoven ze dřeva a obit měděnými pláty.
V Šalomounově chrámu měl oltář pro zápalné oběti větší rozměry a byl zhotoven celý z mědi, která pokrývala kámen nebo zeminu. Oltář obnovil Ása, odstranil král Achaz a byl znovu očištěn Chizkijášem. Zcela zničen byl během dobytí Jeruzaléma Babylóňany roku 587/586 př. n. l.
Po návratu z babylonského vyhnanství byl oltář znovu vystavěn na původním místě. Za vlády Antiocha IV. Epifana byl oltář znečištěn pohanskými oběťmi; Juda Makabejský tento oltář očistil po dobytí Jeruzaléma. Pravděpodobně byl oltář zrenovován během Héródovy výstavby chrámu, který byl zničen při dobytí Jeruzaléma Římany roku 70.

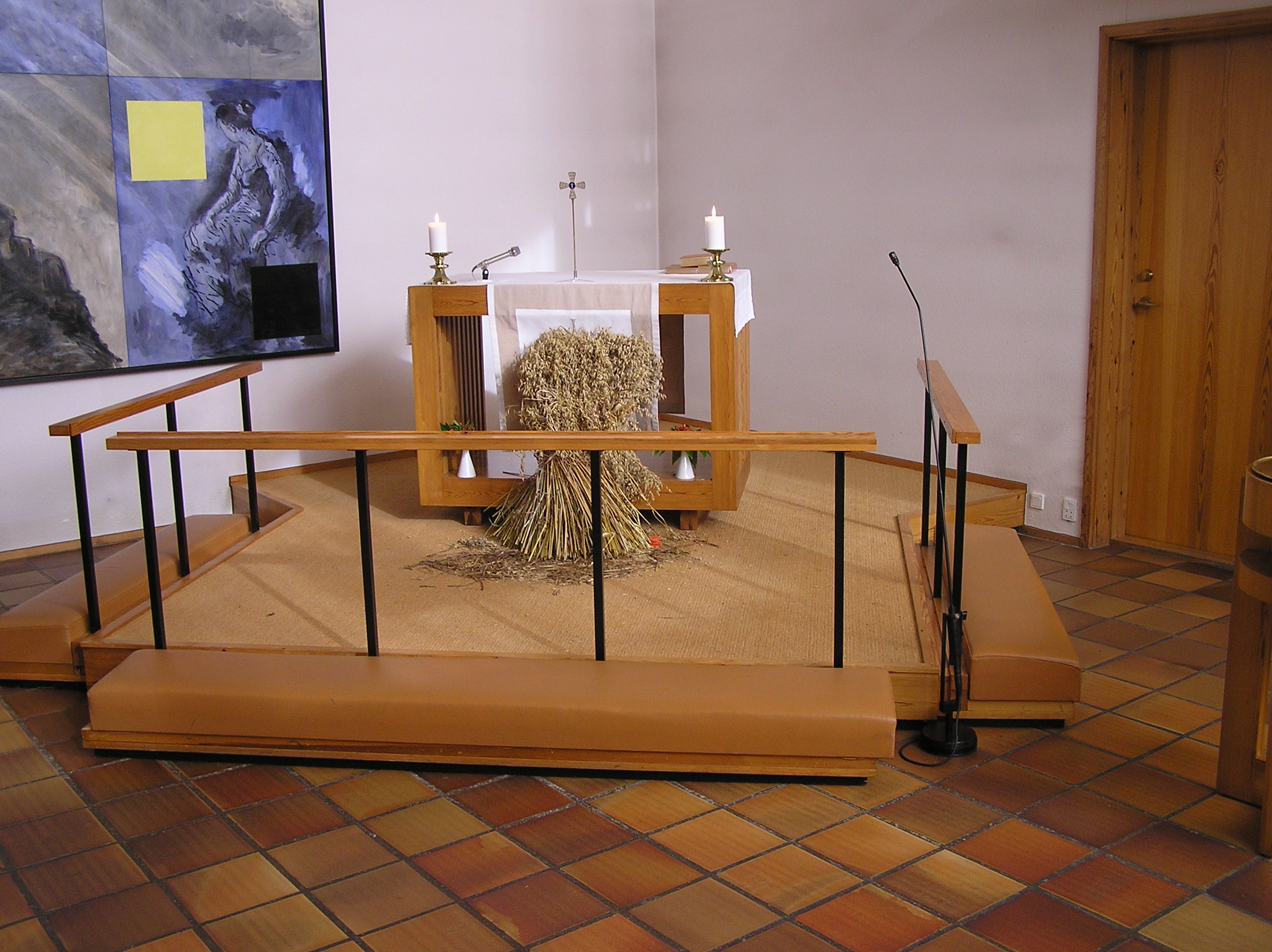
Luteránský oltář v Bavnehøj Kirke v Kodani

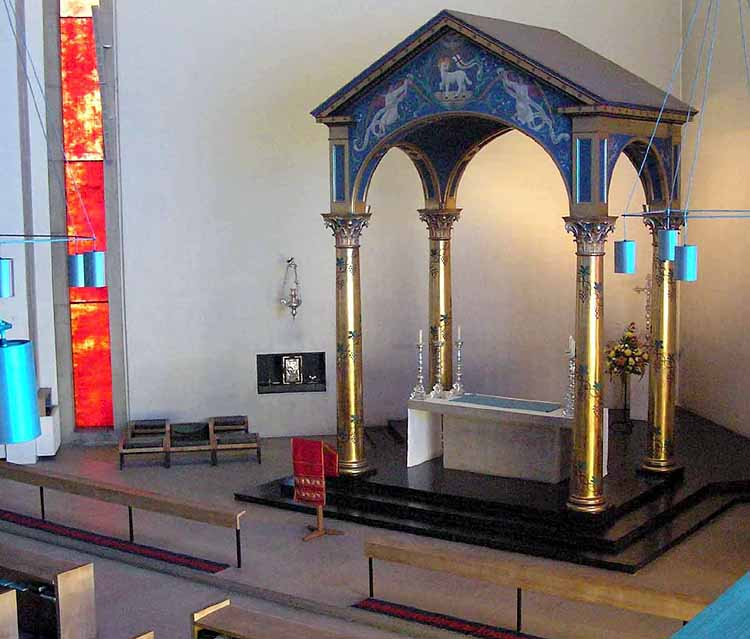
Anglikánský oltář v kostele Všech svatých v Cliftonu (část Bristolu) v Anglii

### Kadidlový oltář

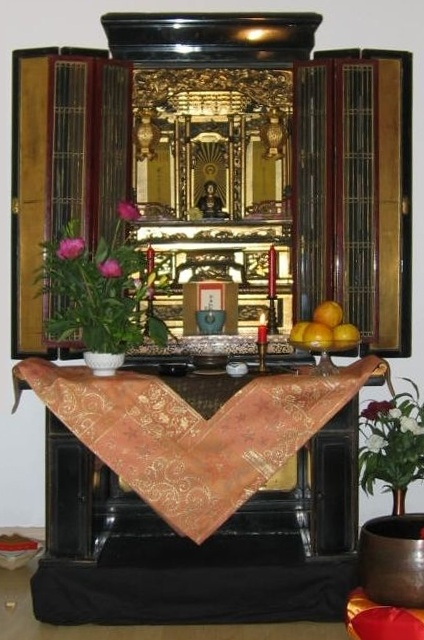
Budhistický oltář

Druhým oltářem v chrámu byl kadidlový oltář, nazývaný také zlatý oltář, který stál před oponou, za níž ve velesvatyni stála archa úmluvy. Na tomto oltáři kněží přinášeli ráno a večer jako oběť kadidlo. Tento oltář byl malý stůl z akáciového dřeva pokrytý zlatem; byl široký 1 loket, vysoký 2 lokty.
Podobné rozměry měl tento oltář i v Šalomounově chrámu, avšak byl vyroben z cedrového dřeva a byl taktéž pokryt zlatem. V chrámu obnoveném po babylonském vyhnanství byl znovu zřízen i kadidlový oltář, který odstranil až Antioch IV. a znovu zřídil Juda Makabejský. Mezi trofejemi, které přinesl z Jeruzaléma po jeho dobytí Titus se však kadidlový oltář nenachází, ačkoliv se o něm zmiňují pisatelé té doby. U tohoto oltáře totiž měl mít zjevení anděla Zachariáš, když mu bylo oznámeno narození Jana Křtitele (Lk 1,11).

## Oltář v křesťanství
Nový zákon používá slovo oltář pro vyjádření Ježíšovy oběti na kříži v Žd 13,10. Protože v křesťanství neexistuje jiná oběť než oběť jediného kněze, Ježíše Krista, nejsou oltáře křesťany vnímány stejně jako v ostatních náboženstvích. Pro oltář také křesťané v latině neužívali běžného slova ara, nýbrž zavedli nový název altare (vyvýšené místo). Oltář se v křesťanství používá jako místo, na němž se přinášejí dary chleba a vína při slavení eucharistie.
V církvích s vlastní liturgickou tradicí převládá užívání kamenného oltáře, je však možné se setkat i s oltáři z jiného materiálu a obvykle jím není možné hýbat. Mnohé katolické a pravoslavné oltáře v sobě nesou ostatky svatých; tento zvyk pochází z prvních křesťanských staletí, kdy křesťané mohli slavit eucharistii na hrobech mučedníků.
V katolických a protestantstských círvích je označení oltář vztažené pouze na obětní stůl, neboli vlastní oltářní menzu. Pravoslavné církve označují pojmem oltář celý prostor za ikonostasem, samotný oltář se nazývá prestol. 

### Oltář v římskokatolické církvi
Oltář se v katolické liturgické tradici chápe jako symbol Krista – úhelného kamene, protože představuje místo, na němž se zpřítomňuje jediná Ježíšova oběť Otci za spásu světa. Oltář jako místo, na němž se slaví oběť mše svaté, někdy nazývaná eucharistie.
- Počet, situace a orientace  - Je-li v chrámu oltář jen jeden, pak stojí v presbytáři. Je-li v chrámu více oltářů, stojí v kaplích, v chóru, ve vícelodních chrámech také u sloupů či pilířů mezilodní arkády. Každý oltář před jeho užíváním biskup žehná a pomaže jej svěceným olejem. Obřad je nutno opakovat, pokud dojde k znesvěcení (pošpinění) oltáře. Až do liturgické reformy Pavla VI. na Druhém vatikánském koncilu oltář v katolickém kostele byl obvykle přistavován k východní zdi kostela. Ve starších historických obdobích k němu vedly zpravidla tři stupně, od 19. století postačil jeden schod nebo dřevěné plato. Kněz i lid byli ve většině kostelů otočeni směrem k východu či k oltářnímu kříži (symboly Ježíše Krista).

- Podoba a části - Základem je oltářní stůl (menza), původně kamenný kvádr s dutinou nebo prohlubní pro relikvii nebo pro samostatnou (vyjímatelnou) oltářní desku, která tuto relikvii obsahuje. V kryptách a kaplích může oltářní menzu nahrazovat náhrobní tumba světce.
- Vybavení oltáře - Na oltářní menzu by se nemělo klást nic, co nesouvisí s funkcí oltáře. Obvykle na něm stojí dostatečně velký kříž, který má být s vyobrazení ukřižovaného Krista a to tak, že tzv. korpus je obrácen směrem do oltáře, tedy při celebraci "tváří k lidu" směrem k celebrantovi, to má viditelně naznačovat, že mešní oběť je nekrvavým znovu zpřítomněním krvavé velkopáteční výkupné oběti Ježíše Krista na kříži a 2-7 svící ve svícnu na znamení toho, že Ježíš Kristus, v jehož zastoupení (in persona Christi) kněz mši svatou na oltáři slouží, je Světlem světa a že jako se plamenem stravuje svíce, tak i Ježíš Kristus se vydal v oběť za lidstvo. Oltář je pravým středem kostela (nikoli matematickým), místem, kolem něhož se křesťané shromažďují ke společné modlitbě. Oltářní menza je pokryta alespoň jedním oltářním plátnem (oltářní pokrývkou), které se nepoužívá pouze v průběhu obřadů Velkého pátku. Během bohoslužby na oltáři může ležet evangeliář, jsou na něj přinášeny dary nekvašeného chleba tzv. hostie a vína, pod které se klade korporál. Svatostánek s Nejsvětější svátostí oltářní, tedy svatá hostie-nekvašený chléb proměněný při slavení eucharistie v Tělo Ježíše Krista, je možno podle platných předpisů použít i při celebraci tzv. tváří k lidu, která byla běžně umožněna v roce 1965 dekretem Inter oecumenici tím, že oltář má být oddělen od retabula a dá se tak volně obcházet, tento svatostánek nesmí být příliš velký, jak tomu bývalo běžně dříve, aby při celebraci orientované směrem k lidu věřícím zcela nezakrýval pohled na celebranta a misál.

Na oltářní menze v historických dobách může stát nástavec. Nástavec se skládá z predely (soklu, podnože) a retáblu. V predelle může být uprostřed vložen svatostánek s Nejsvětější svátostí oltářní, kterou tvoří svatá hostie viz výše. Svatostánek mívá podobu uzamykatelné schránky či skříňky. Retábl v době středověku a renesance tvořila zpravidla dřevěná oltářní archa, vyzdobená oltářním obrazem či obrazy, v gotice často triptychem nebo polyptychem, nebo sochami světců. V době barokní a pozdějších bývá v rámu nástavce vložen jeden hlavní oltářní obraz mezi dvěma sochami svatých, někdy doplněn menším obrazem v nástavci. V bazilikách bývá vrchol oltáře ozdoben korunou pod baldachýnem či samotným baldachýnem. Zvláštní oltář (altare privilegiatum) bývá zasvěcen poutní ikoně.
Po liturgické reformě papeže Pavla VI. na Druhém vatikánském koncilu je předepsáno oltáře v nových katolických kostelích stavět odděleně od stěny viz výše a obětní stůl. Tím je prakticky umožněno celebrovat tzv. čelem k lidu. To ale není podmínkou takového oltáře. Celebrace tzv. zády k lidu je legitimní možnost slavení mše svaté. Není již zdoben jako dříve obrazem ani sochou. Svatostánek nebývá postaven na oltáři, ale bývá umístěn samostatně. Pokud nestojí v presbytáři samostatně, je vložen do stěny presbytáře či kaple uvnitř kostela, tak jako tomu někdy bývalo již od středověku. Oproti dřívější mřížce je však kryt pevnými neprůhlednými dvířky. Tyto předpisy ovšem oficiálně platí pouze pro stavby nových kostelů. Ve starých kostelích se měl uzpůsobit oltářní stůl tak, aby se dal pohodlně obcházet, a však pokud toto nebylo z historicko-estetického hlediska možné udělat, musel se zachovat původní oltář a sloužit u něho zády k lidu. Dodnes se ovšem tyto stále platné předpisy z Říma nedodržují a i nově se zavádí tzv. obětní stoly, které ve většině případech ani nesplňují předpisy oltářních stolů. Většina zastánců této moderní vymoženosti se domnívá, že pro zřízení obětního stolu stačí pouze důvod sloužení tzv. tváří k lidu. Tato interpretace je však mylná a důvod tzv. sloužit tváří k lidu je chybně dávána nad všechny předpisy, které jsou tímto porušovány.
- Typy oltářů
  - stabilní - je popsán výše
  - přenosný (altare portatile) - lze ho přemísťovat v rámci kostela, kaplí či do kaple domácí
  - cestovní (altare viaticum) - oltářní deska, která slouží k bohoslužbám na cestách, například při válečných výpravách; k jeho užívání je třeba oficiálního církevního povolení

### Oltář ve východních církvích

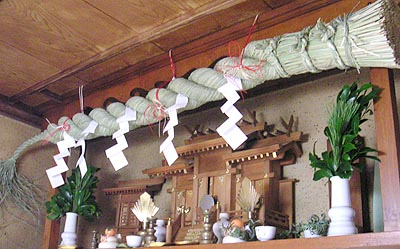
Šintoistický domácí oltář v Japonsku

Ve východních církvích se slovem oltář obvykle označuje celý prostor za ikonostasem (tedy svatyně). Ve svatyni se nachází samotný oltář, tj. svatý stůl, nazývaný prestol. Prestol je v chrámech východních církví obvykle asi metr vysoký, je vyroben ze dřeva nebo z kamene. Rozměr prestolu se liší, avšak je vždy čtvercový. Stůl má pět nohou; kromě obvyklých čtyř prostřední sloupek podpírá oltářové ostatky. Na prestolu je rozloženo lněné plátno přivázané k němu; toto plátno se po posvěcení prestolu nesundává. Na této první přikrývce je další zdobená pokrývka, často v příslušné liturgické barvě podle liturgického období. Na prestolu je postaven svatostánek, někdy ve tvaru chrámu, v němž se uchovává svátost, kterou je možné roznášet nemocným. Na prestolu leží evangeliář a antimension, hedvábný kus látky s ikonou Krista připraveného k pohřbu, do něhož je všit ostatek svatého. Božská liturgie se slouží na antimensiu, i když je přesto posvěcen a má vlastní ostatky.
Svatého prestolu se smí dotknout pouze muž, který přijal svěcení, a nic, co nebylo posvěceno nebo nemá být posvěceno, na něj nesmí být položeno. Je obvyklé žehnat ikony nebo dary jejich položením na prestol.
Prestol se užívá jako místo oběti při slavení eucharistie, při níž se Bohu Otci přináší chléb a víno a svolává se na ně Duch Svatý, aby v nich zpřítomnil Ježíše Krista. U prestolu stojí také kněz, který vede společnou modlitbu.

### Oltář a protestantská reformace
Pro protestantské reformátory ztrácí oltář význam. Důraz na slyšení Božího slova při bohoslužbě staví do větší pozornosti kazatelnu. V luterských kostelech je výkladu Slova (kázání) věnována stejná pozornost jako večeři Páně. Kazatelna proto stojí v těsné blízkosti oltáře. Pro protestanty je kazatelnový oltář svatým místem, z něhož je Kristus věřícím nablízku při kázání, modlitbě, večeři Páně a požehnání.
V reformovaných církvích, u baptistů a u tzv. svobodných církví neexistuje oltář vůbec. Na jeho místě stojí hlásání slova jako střed bohoslužby. Ke slavení večeře Páně pak slouží jakýkoli stolek, zvaný Stůl Páně.